# Universidad de los Prohombres de Ribera
La Universidad de los Prohombres de Ribera fue una sociedad de mercaderes y constructores navales fundada en Barcelona a mediados del siglo XIII. Su creación fue reconocida en los primeros días de 1258 en un privilegio sancionado por el rey Jaime I el Conquistador y su misión inicial era vigilar y reparar el puerto. Se considera un antecedente del Consulado del Mar.